# Bradina megesalis
Bradina megesalis là một loài bướm đêm trong họ Crambidae.